# Mithra (Perzsia)
Mithra (óperzsa: 𐎷𐎰𐎼 átírva Miça, újperzsa: میترا) Perzsiában istenségként, illetve a zoroasztrizmusban jazataként  jelenik meg. A jazata a kereszténység angyalaihoz hasonló lény.
Perzsiában, hasonlóképp mint Indiában, a mitikus képek csak a szerződés-isten jellemének leírását szolgálják. Mithra az, aki megőrzi a Rendet és az Igazságot. Ő az, aki a Hazugság démonaira ront, és legyőzi őket. Ő ítéli meg, mikor teljesülnek a világ egyes korszakaival kapcsolatos szerződések. Az Igazsággal való szoros kapcsolata miatt ő ítélkezik az elhunytak lelke fölött.
A perzsa királyok csaták előtt a Naphoz, Mithrához és a szent tűzhöz fohászkodtak. Az Akhaimenidák Perzsiájában Anáhita istennővel együtt említették és voltak Samas napistenre emlékeztető tulajdonságai.
Az avesztai Mithra-himnusz a Rend és az Igazság megőrzőjeként betöltött szerepét emeli ki akkor, amikor hatalmas, erős harcosként beszél róla, akinek ezüst a lándzsája, arany a páncélja, vasbuzogányán ezer bunkó és penge, és lesújt a gonosz démonok és emberek fejére, s aki előtt "a  Széthúzás Szelleme ... a rosszindulatú Harag ..,  a  hosszú  kezű Késlekedés ,.. .az összes természetfölötti gonosz erők ... vonaglanak félelmükben."

Mithra a mai zoroasztrizmusban is fontos helyet foglal el. A szentélyek pontos elnevezése dar-e Mehr, azaz "Mithra kapuja". A papok beavatásukkor egy buzogányt, gorz-ot kapnak, amely papi hivatásuk, a gonosz elleni küzdelem jelképe. A legszentebb szertartásokat Mithra védnöksége alatt mutatják be, és a nagy zoroasztriánus ünnepek egyike, amelyet a mai napig  megülnek Perzsiában, a Mehregán, Mithrának, Irán bírájának tiszteletére rendezett ünnepség. Az ünneplők több napot töltenek nagy vigalomban és mély áhítatban.

## Manicheizmus
Az egykori perzsa és pártus nyelvű manicheusok a Mithra nevet használták (Mihryazd és Mithra-yazata) két különböző manicheus angyalra:
- Az első, a perzsák által Mihryazd–nak nevezett volt az "Élő Szellem" (arameus rūḥā ḥayyā), egy megmentő-féle alak, aki megszabadította az "első embert" a démoni sötétségtől, amelybe beleesett.
- A második, amely Mihr vagy Mihryazd néven volt ismert párthusok között (arameus ızgaddā), ugyanúgy egy megmentő alak, az emberiség segítője és megváltója.

## Az ókori Római Birodalomban
Mithrasz római kultusza a legújabb elméletek szerint csak minimális hasonlóságot mutat az eredeti perzsa mítoszokkal, és a római Mithrász legfontosabb szimbóluma, a bikaölés egyáltalán nem jelenik meg a korábbi példában. Kultusza valószínűleg az 1. században indított,   és a birodalomban adminisztratív eszközökkel terjesztett  misztériumvallás. A szentélyek építési módja, tájolása, belső funkcionális elrendezése egymástól több ezer kilométernyire is megegyező az egész birodalom területén.]] A nevet vélhetően csak kölcsönözték az ősi iráni mítoszból, hogy az új kultusznak ősi hangulatot és tekintélyt biztosítsanak.